# 명장역
명장역(Myeongjang station, 鳴藏驛)은 대한민국 부산광역시 동래구 명장동에 있는 부산 도시철도 4호선의 전철역이다.

## 역사
- 2011년 3월 30일 : 부산 도시철도 4호선 개통과 함께 영업 개시
- 2011년 4월 4일: 열차 정지 사고 발생(미남행 4309호 열차)

## 역 구조
승강장은 2면 2선의 상대식 승강장을 갖추고 있고, 스크린도어가 설치되어 있다.

### 승강장
| 충렬사 ↑ |
| \| 상    |
| ↓ 서동   |

| 상행 | ● 부산 도시철도 4호선 | 충렬사 · 수안 · 동래 · 미남 방면         |
| 하행 | ● 부산 도시철도 4호선 | 반여농산물시장 · 석대 · 고촌 · 안평 방면 |

- 대합실을 지나면 반대편 승강장으로 횡단이 가능하다.

## 열차 사고
부산 도시철도 4호선이 개통된지 며칠 되지 않은 2011년 4월 4일 오전 00:00쯤 부산 도시철도 4호선 제 4309호 미남행 전동차가 충렬사역으로 향하던 도중 갑작스럽게 열차가 자동으로 정지했다. 이 사고로 승객 15여명이 20분여 동안 어둠에 갇혀 20여분 이후 열차에 타고 있던 승객은 이 역을 빠져나와 요금 1300원을 환불받고 다른 대중교통 수단을 이용하거나 도보를 이용했다.
당시 고장난 열차는 안평역에서 23시 43분에 출발하여 미남역에 0시 9분에 도착하는 4309호 열차이다.

## 역 주변
- 명장 1동 행정복지센터
- 명장조양맨션
- 안락초등학교
- 혜화초등학교
- 혜화여자중학교
- 혜화여자고등학교
- 충렬초등학교
- 충렬중학교
- 충렬고등학교
- 안락현대아이아파트
- 우방신세계타운
- 명동초등학교
- 금정고등학교
- 금정동 우체국
- 부산맹학교
- 동신중학교
- 학산여자고등학교
- 학산여자중학교
- 명장초등학교
- 명장 2동 행정복지센터
- 명장경동타운
- 명장동양맨션
- 명장도서관
- 대명여자고등학교
- 동래동일스위트아파트(2018년 예정)
- 명장우성타운
- 온천장역 방면

## 승차량 변동
| 노선  | 승차 인원 | 승차 인원 | 승차 인원 | 승차 인원 | 승차 인원 | 승차 인원 | 주 석 |
| 노선  | 2011년    | 2012년    | 2013년    | 2014년    | 2015년    | 2016년    | 주 석 |
| ----- | --------- | --------- | --------- | --------- | --------- | --------- | ----- |
| 4호선 | 2474      | 2713      | 2871      | 2978      | 3072      | ?         | [ 1 ] |

## 인접한 역
| 부산 도시철도 4호선  | 부산 도시철도 4호선   | 부산 도시철도 4호선 |
| -------------------- | --------------------- | ------------------- |
| 405 충렬사 미남 방면 | ● 부산 도시철도 4호선 | 407 서동 안평 방면  |